# بوب كول (ملحن)
بوب كول (بالإنجليزية: Bob Cole)‏ هو ملحن أمريكي، ولد في 1 يوليو 1868، وتوفي في 2 أغسطس 1911 بسبب غرق.

## وصلات خارجية
- بوب كول على موقع IMDb (الإنجليزية)
- بوب كول على موقع ميوزك برينز (الإنجليزية)
- بوب كول على موقع قاعدة بيانات برودواي على الإنترنت (الإنجليزية)
- بوب كول على موقع قاعدة بيانات برودواي على الإنترنت (الإنجليزية)